# 10 mars 1837
Le 10 mars 1837 est le 69e jour de l'année 1837 du calendrier grégorien. Il s'agit d'un vendredi. 

## Événements
- Fin de la session spéciale du 25e Congrès des États-Unis (en). La première session commence le 4 septembre 1837.
- L'historien Augustin Thierry présente un Rapport sur les travaux de la collection des Monuments inédits de l'histoire du Tiers État au ministre de l'instruction nationale, François Guizot. Selon son auteur, ce travail vise à stimuler le « louable esprit de patriotisme qui se plaît à raviver et à rendre populaire les souvenirs de la contrée natale »[1].
- Lord Palmerston donne un discours à la Chambre des communes en faveur du royaume constitutionnel espagnol. Dans sa biographie de Lord Palmerston et dans un petit opuscule intitulé Aus der Rede von Lord Palmerston im House of Commons am 10. März 1837 , Karl Marx interprète ce discours comme une illustration de la politique impérialiste du Royaume-Uni.

## Cours de la bourse
| Valeur           | Ouverture  | Clôture    | Plus haut  | Plus bas   |
| ---------------- | ---------- | ---------- | ---------- | ---------- |
| 5 %, fin courant | 107,20 fr. | 107,25 fr. | 107,30 fr. | 107,20 fr. |
| 3 %, fin courant | 79,45 fr.  | 79,55 fr.  | 79,60 fr.  | 79,45 fr.  |

Le bulletin du Journal des débats indique que « Les cours de nos fonds ont obtenu une hausse légère sur les derniers prix d’hier ; ils se sont ensuite assez bien maintenus ; on a cependant remarqué qu’il y avait de nombreuses offres de vente pour fin prochain. ».

## Arts et divertissements
- Création de l'Homme noir de Xavier Forneret, drame en 5 actes, au théâtre de Dijon, deux ans après son écriture ;
- Nouvelle mise en scène du Roi Lear de William Shakespeare au Pavilion Theatre (en) de Glasgow. Le rôle-titre est interprété par Edward William Elton (en) [3]

## Naissances
- Léon Dru, né le 10 mars 1837[4] à Paris et mort à Vez (Oise) en 1904, est un ingénieur et entrepreneur français qui est à l'initiative de nombreux puits artésiens à Paris.

## Décès
- Henry Tucker Montresor, militaire britannique
- Henry Thomas Colebrooke, magistrat, botaniste et indianiste britannique
- William James (en), avocat britannique, promoteur historique du chemin de fer
- Johann Heinrich Bremi (de), philologue suisse